# Myrmecaelurus atomarius
Myrmecaelurus atomarius är en insektsart som först beskrevs av Jules Pièrre Rambur 1842.  Myrmecaelurus atomarius ingår i släktet Myrmecaelurus och familjen myrlejonsländor. Inga underarter finns listade i Catalogue of Life.